# Barão do Rio Formoso
Barão do Rio Formoso é um título nobiliárquico criado por D. Pedro II do Brasil em 3 de dezembro de 1854, a favor de Manuel Tomás Rodrigues Campelo.
Titulares
1. Manuel Tomás Rodrigues Campelo (1801–1871);
2. Prisciano de Barros Accioli Lins (1830–1892).